# Căn cứ không quân thứ 31

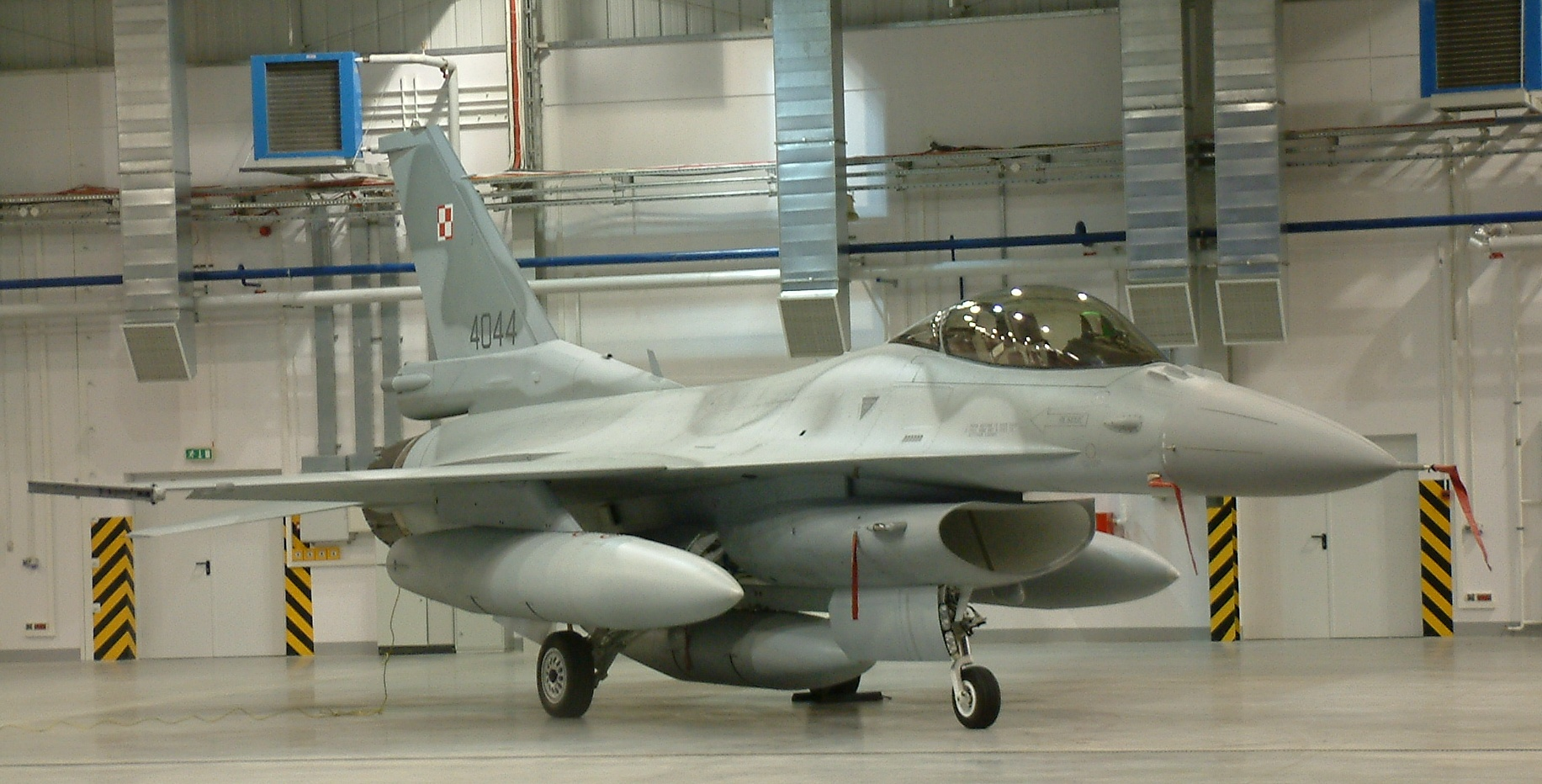
Một trong những chiếc F-16 đầu tiên của Ba Lan đến Krzesiny, ảnh chụp ngày 11 tháng 11 năm 2006

Căn cứ không quân thứ 31 (tiếng Ba Lan: 31. Baza Lotnicza Baza Lotnicza) là một căn cứ của Không quân Ba Lan, nằm ở Krzesiny, một phần của quận Nowe Miasto của Poznań. Đây là căn cứ đầu tiên để tổ chức hoạt động cho các máy bay chiến đấu F-16 được mua gần đây. 
Căn cứ được chính thức thành lập vào ngày 31 tháng 12 năm 2000, và kể từ đó trở thành căn cứ cho Phi đội Chiến thuật 3.

## Lịch sử
Năm 1941, trong thời gian chiếm đóng Poznań, Đức Quốc xã đã xây dựng một nhà máy chế tạo máy bay tại Krzesiny (tiếng Đức: Luftwaffenfliegerhorst Kreising), cùng với một sân bay để phục vụ nó. Vào ngày 29 tháng 5 năm 1944, Nhà máy do Focke-Wulf điều hành là mục tiêu của các máy bay ném bom của quân Đồng minh trong quá trình chiến tranh. Vào ngày 22 tháng 1 năm 1945, sân bay đã bị Hồng quân chiếm giữ và tiếp quản bởi Không quân Liên Xô, sau đó nó đã được chuyển cho quân đội Ba Lan vào năm 1954. Từ đó, nó được sử dụng để tổ chức nhiều đơn vị khác nhau dưới sự chỉ định thay đổi nhiều lần.
Vào ngày 1 tháng 4 năm 2008, Căn cứ không quân 31 một lần nữa được kết hợp với Phi đội chiến thuật thứ 3 và Phi đội chiến thuật thứ 6 để tạo thành một đơn vị duy nhất có tên là Căn cứ không quân chiến thuật 31.